# Чарлі та шоколадна фабрика (фільм)
«Ча́рлі та шокола́дна фа́брика» (англ. Charlie and the Chocolate Factory) — художній фільм Тіма Бертона із циклу різдвяних казок про духовні цінності. Створено за книгою Роальда Дала (перша екранізація відбулася в 1971 році — фільм «Віллі Вонка і шоколадна фабрика» із Джином Вайлдером в головній ролі). Також за мотивами книги було створено комп'ютерну гру.
Прем'єра фільму в США відбулася 15 липня 2005 року. В Україні «Чарлі та шоколадна фабрика» вперше було показано 25 серпня 2005 року.

## Сюжет
Хлопчик Чарлі Бакет мешкає зі своєю родиною в дерев'яній хатинці на краю великого міста. Його родина налічує семеро людей: тато і мама Чарлі — пан і пані Бакети; батько й мати пана Бакета — дідусь Джо та бабуся Джозефіна; батько й мати пані Бакет — дідусь Джордж і бабуня Джорджина. Хатинка Бакетів мала лише дві кімнати і одне ліжко. Тому жилося їм не дуже зручно.
Із усієї родини працював лише пан Бакет (на фабриці зубної пасти). Тому грошей не вистачало навіть на харчі.
Попри всі негаразди, Бакети жили дружньою родиною.
Мрією малого Чарлі був шоколад. Він захоплювався історією шоколадної фабрики Віллі Вонки, навіть складав свою шоколадну фабрику з кришечок від зубної пасти, які приносив додому батько.
Віллі Вонка — легендарний кондитер, що створював дивовижні ласощі і відкрив найбільшу у світі шоколадну фабрику. Всі заздрили успіхові Вонки, тому якось конкуренти вкрали всі його секрети. Вонці довелося закрити свою фабрику.
Проте нещодавно фабрика знову почала працювати. Ніхто не бачив працівників, що туди заходили, але вранці з фабрики виїжджали машини із найкращим у світі шоколадом і розвозили його по всьому світові. А в місті з'явилися оголошення, що Віллі Вонка поклав у шоколадки 5 золотих квитків. Ті, хто їх знайдуть, матимуть змогу побувати на шоколадній фабриці. Віллі Вонка визначить переможця, що отримає значно цінніший приз.
Звісно, Чарлі дуже хотів би побувати на шоколадній фабриці Вонки. Але йому дарували шоколад один раз на рік — на його День народження.
Тим часом по телевізору Бакети дізнаються про перших володарів золотих квитків. Перший квиток знаходить товстий хлопчик Авґуст Ґлуп, що тоннами їсть шоколад щодня. Другою — Верука Солт — донька мільйонера, який виконує всі забаганки своєї дитини (коли дівчинці набридли всі її численні хатні тварини, вона попросила в батька золотий квиток. Той поскуповував шоколад Вонки тисячами паків, зупинив свій завод для того, щоб працівниці цілодобово розкривали шоколадки). Третій квиток отримала цілеспрямована дівчинка Віолета Бореґард, що не звикла програвати. І четвертий квиток — хлопчик-геймер Майк Тіві, що зламав систему і, купивши одну-єдину шоколадку, здобув квиток.
Батьки Чарлі вирішили подарувати цьогорічну шоколадку синові на тиждень раніше від його Дня народження. Проте там не виявилося квитка.
Дідусь Джо бачив, як його онук мріє потрапити на фабрику Вонки, тому віддав свої останні гроші на ще одну шоколадку. Але і там щасливого квитка не виявилося.
Чарлі, затамувавши подих, чекав, коли знайдуть останній квиток. Він був знайдений в Росії. Остання надія Чарлі згасала.
Вранці на холодній засніженій дорозі Бакет знайшов грошову купюру. Не роздумуючи, він побіг до магазина і придбав шоколадку. Коли він розгортає обгортку він чує що російський квиток — фальшивий та знаходить останній золотий квиток. Побачивши це, покупці пропонували Чарлі велосипед, гроші, лиш би той віддав їм квиток. Але продавець порадив Чарлі не відмовлятися від своєї мрії. Він побіг додому розповідати про свою радість родині.
Чарлі розумів, як скрутно вони живуть. Тому вдома запропонував батькам обміняти квиток на гроші. Але батьки із розумінням поставилися до сина. Дідусь Джордж сказав, що грошей кожен день друкують дуже багато, а квитків Вонки усього лише 5, і відмовитися від нагоди може лише дурень. Отже, Чарлі потрапить на шоколадну фабрику.
Супроводити його зголосився дідусь Джо, що працював у молодості на фабриці.
Наступного дня — 1 лютого — п'ятеро дітей зі своїми батьками стоять в очікуванні біля фабрики. Ворота відчиняються, запрошуючи їх увійти. Зустрічає гостей лялькова композиція з піснею про Віллі Вонку (під час співу почалася невелика пожежа). Нарешті, гості бачать і самого Віллі Вонку. Він радо зустрічає їх і показує всі дива своєї фабрики — в першій кімнаті все їстівне — дерева, навіть трава. Для того, щоб змішувати шоколад (який тече рікою), Вонка використовує водоспад. Солодку вату можна отримати, обстригши рожевих овець, збиті вершки — збиваючи корів. Всі діти не розуміють, як працює Віллі Вонка і вважають його чудернацьким диваком. Лише Чарлі зрозумів, що на шоколадній фабриці не можна шукати сенсу — у цукерок сенсу нема.
Далі діти по одному змушені залишити екскурсію. Спочатку ненажера Авґуст Ґлуп падає у шоколадну ріку і його засмоктує труба. Далі Віолета Бореґард, що має нагороду за найдовше вживання жувальної ґумки, попри попередження Віллі Вонки, з'їдає ще не випробовану ґумку і перетворюється на чорницю. Верука Солт не слухає батька й Віллі Вонку і намагається отримати білку, що лускає горіхи, після чого потрапляє у сміттєпровід. І нарешті Майк Тіві телепортується за допомогою винаходу Вонки і стає дуже маленьким.
Лишається тільки Чарлі. Вонка демонструє йому свій найулюбленіший винахід — прозорий ліфт. Так вони добираються до хатинки Бакетів. І Вонка розповідає Чарлі про головний приз на його екскурсії. Ним є сама шоколадна фабрика.
Під час того, як перукар займався волоссям кондитера, Віллі Вонка побачив у себе сиву волосину. І зрозумів, що йому треба буде передати свою улюблену фабрику комусь. Так він і вигадав створити 5 золотих білетів для того, щоб знайти свого спадкоємця. Ним виявився Чарлі Бакет. Єдина умова — він має залишити своїх батьків. Чарлі не може на таке погодитись, тому прощається із Вонком.
Проте згодом Вонка повернувся до Чарлі і розповів йому про своє дитинство. Його батько був стоматологом і вважав цукерки найнепотрібнішою річчю у світі, що тільки псує зуби дітям. А коли Віллі вперше покуштував шоколад, то зрозумів, що це стане справою його життя. І оскільки батько ніколи не змирився б із цим, він втік з дому.
Проте Чарлі пояснив Віллі, що батьки намагаються допомогти дітям, вберегти їх від фатальних помилок. Вони разом йдуть до дому Вонки. Віллі дізнається про те, що його батько пишається ним і любить його попри все на світі.
Із того часу в Бакетів справи пішли найкращим чином. Чарлі став працювати разом із Віллі Вонкою, а кондитер розмістив їх дерев'яний будиночок всередині своєї фабрики.

## У головних ролях
- Джонні Депп — Віллі Вонка
- Фредді Гаймор — Чарлі Бакет
- Гелена Бонем Картер — місіс Бакет
- Ной Тейлор — містер Бакет
- Девід Келлі — дідунь Джо
- Діп Рой — умпа-лумпа
- Крістофер Лі — батько Віллі Вонки
- Анна Софія Робб — Віолетта Бореґард
- Джулія Вінтер — Верука Солт
- Джордан Фрай — Майк Тіві
- Філіп Вігратц — Август Ґлуп
- Міссі Пайл — місіс Бореґард
- Джеймс Фокс — містер Солт
- Адам Годлі — містер Тіві
- Франциска Трегнер — фрау Ґлуп

## Українське закадрове озвучення
Існує багатоголосий варіант озвучення, який виконаний на студії «Так Треба Продакшн» на замовлення телеканалу ICTV.

## Саундтрек
Автором оригінального саундтреку до кінофільму є композитор Денні Ельфман.
| #   | Назва                             | Тривалість |
| --- | --------------------------------- | ---------- |
| 1.  | «Привітальна пісня містера Вонки» | 1:01       |
| 2.  | «Август Ґлуп»                     | 3:10       |
| 3.  | «Віолета Бореґард»                | 2:08       |
| 4.  | «Верука Солт»                     | 2:13       |
| 5.  | «Майк Тіві»                       | 1:32       |
| 6.  | «Головна тема»                    | 5:00       |
| 7.  | «Перший магазин Вонки»            | 1:42       |
| 8.  | «Індійський палац»                | 3:16       |
| 9.  | «Колеса в русі»                   | 3:17       |
| 10. | «Плитка на день народження Чарлі» | 1:53       |
| 11. | «Золотий квиток / Фабрика»        | 3:03       |
| 12. | «Шоколадні дослідники»            | 2:14       |
| 13. | «Лумпаландія»                     | 1:42       |
| 14. | «Човні прибули»                   | 1:15       |
| 15. | «Круїз річкою»                    | 1:54       |
| 16. | «Перша цукерка»                   | 1:21       |
| 17. | «Вгору й назовні»                 | 3:11       |
| 18. | «Круїз річкою (ч. 2)»             | 1:56       |
| 19. | «Чарлі знижується»                | 1:32       |
| 20. | «Фінал»                           | 3:46       |
| 21. | «Кінцеві титри»                   | 7:01       |

## Касові збори
У США фільм зібрав $206,459,076, за кордоном — $268,509,687 (усього — $474,968,763).

## Цікаві факти
- Тім Бертон є великим прихильником Боллівуду, тому вставив у своє кіно фрагмент про індійського принца.
- Зйомки фільму почалися 21-го червня 2004 року у п'яти найбільших павільйонах на студії Pinewood в Лондоні.
- Човен Віллі Вонки будували 20 тижнів.
- Льодяники на деревах та солодка вата у фільмі є справжніми кондитерськими виробами.
- Компанія Nestle надала для зйомок фільму 1,850 плиток справжнього шоколаду.
- Також було виготовлено 110,000 штучних плиток.
- У своєму інтерв'ю Джонні Депп казав, що його Віллі Вонка буде поєднанням Говарда Г'юза та гламурної рок-зірки 70-х.
- Роль Доктора Вонки була написана спеціально для фільму.
- Джонні Депп був вражений грою Фредді Гаймора у фільмі «Чарівна країна», тому вмовив Тіма Бертона ухвалити його на роль Чарлі Бакета
- На роль Віллі Вонки претендували Майкл Кітон, Крістофер Вокен, Ніколас Кейдж, Стів Мартін і Робін Вільямс

## Критика
На сайті Rotten Tomatoes кінострічка отримала 82 % (178 схвальних відгуків і 39 несхвальних).